# باندونگ (نوشیدنی)
باندونگ (انگلیسی: Bandung)، سیراپ باندونگ، ایر باندونگ، آیس باندونگ یا نوشیدنی سیروپ رز یک نوشیدنی محبوب در ناحیه دریایی جنوب شرق آسیا به ویژه در برونئی، اندونزی، مالزی و سنگاپور است. این نوشیدنی شامل شیر تغلیظ‌شده یا شیر عسلی است که با شربت گلاب (کوردیال گل محمدی) طعم دار می‌شود و باعث تغییر رنگ آن به صورتی می‌گردد.